# Marcel Servin
 (février 2023).
Marcel Servin, né le 20 octobre 1918 à Versailles (Yvelines) et mort le 26 octobre 1968 à Talange (Moselle), est un homme politique français. Secrétaire particulier de Maurice Thorez puis son directeur du cabinet quand il devient ministre en novembre 1945, il est élu député communiste de la Haute-Saône de 1946 puis battu en 1951. L'un des artisans des purges politiques des années 1950 à la direction du PCF, il est ensuite à son tour l'un des dirigeants du PCF écarté de la direction de ce parti en 1961, lors de l' « affaire Servin-Casanova »

## Biographie
Né dans une famille ouvrière dont le père, élu local socialiste, tient dans les années 1920 un café à Belfort, Marcel Servin entre au Parti communiste français par l'intermédiaire des Jeunesses communistes dès 1934. En 1937, il devient cheminot puis, l'année suivante, fut appelé sous les drapeaux dans l'artillerie. À la suite des événements internationaux, il ne fut démobilisé qu'en 1941 puis quitta la SNCF en 1943 pour échapper au Service du travail obligatoire. Il reprend ensuite contact avec le PCF clandestin, puis travaille avec Pierre Villon à la construction du front national de la Résistance.
À partir de 1945, il devient le secrétaire particulier de Maurice Thorez, et son directeur de cabinet lorsque celui-ci est ministre d'État, jusqu'en décembre 1946. Élu député de la Haute-Saône en 1946, il se consacre alors à son mandat de parlementaire, tout en entrant au comité central du parti.
Il prend après la fin des grèves de 1947 en France, en décembre, la direction de la "section des cadres" du PCF, appelée aussi « département de police intérieure du PCF », où il œuvre à « toute une série de manipulations et d'injustices » contre d'ex-leaders de la Résistance, « salis,calomniés, écartés par la direction thorézienne de l'époque stalinienne » et fut ainsi l'un « l'un des maitres d'oeuves de la grande épuration décidée en haut lieu à partir de 1950 », selon l'historien du CNRS spécialiste du PCF Philippe Robrieux, au moment où la nouvelle vague des grands procès à l'Est « décidés par Staline », comme le Procès de Prague, « atteignait les organismes de direction du PCF en France » .
Battu aux élections législatives de juin 1951, il n'en est pas moins choisi par Maurice Thorez pour jouer, avec Léon Mauvais, un rôle de premier plan dans l'exclusion de trois anciens résistant et rivaux de Maurice Thorez, André Marty et de Charles Tillon en 1952, puis dès l'automne 1953 de René Camphin et d'Auguste Lecœur, pour tenter de succéder à ce dernier au secrétariat du PCF, avec la responsabilité stratégique de "l'organisation", en mars 1954. Marcel Servin est en particulier chargé en 1952 par Maurice Thorez pour aller chercher à Prague dans les archives de Rudolf Slánský, secrétaire général du Parti communiste tchécoslovaque, arrêté en novembre 1951 puis pendu en décembre 1952 après le Procès de Prague, des documents à charge  susceptibles de justifier l'éviction de la direction du PCF d'André Marty. Au début de 1954, Marcel Servin va discrètement à Lens avec Léon Feix et François Billoux pour tenter, sans succès, de trouver des charges contre l'activité d'Auguste Lecoeur et de René Camphin dans cette ville lors des grèves des mineurs de 1947 et 1948.
Philippe Robrieux le décrit comme un « stalinien et thorézien convaincu, déterminé, fanatique, voire mystique », qui estime pouvoir succéder un jour à Maurice Thorez, et qui mène une délégation envoyée en URSS en juin 1956 pour tenter de convaincre Khrouchtchev de freiner la déstalinisation revendiquée par le Rapport Khrouchtchev de février 1956.
Membre du bureau politique du PCF en 1954, secrétaire du comité central en 1959, il est alors considéré comme un dauphin possible du secrétaire général Maurice Thorez.
Mais à partir de la mort de Staline, il s'oppose de plus en plus à Thorez. Ses thèses « khrouchtchéviennes » aboutissent à sa mise en cause par la direction thorézienne du Parti à partir de 1959 : c'est l'« affaire Servin-Casanova ». Soumis à de multiples pressions, il est exclu du bureau politique du Parti Communiste les 23-24 février 1961. Il finit par faire son autocritique en mai 1961, ce qui l'amène à son éviction de la direction, vers un poste de permanent du parti en Moselle.
Il est cependant cantonné à des tâches subalternes, et ne participe à nouveau à un congrès du parti qu'en 1967, quelques mois avant sa mort.